# Cristina Llovera Rossell
Cristina Llovera Rossell (nascuda l'1 d'octubre de 1996 a Andorra la Vella) és una corredora andorrana. Va competir als Jocs Olímpics d'estiu de 2012 en els 100 metres femenins on va ser eliminada a la ronda preliminar. Llovera va ser la participant més jove de la competició d'Atletisme. El 2016 una lesió la va privar de repetir aquella experiència als Jocs Olímpics de Rio de Janeiro. Dos mesos abans de l'esdeveniment va tenir una espondilosi, una petita fractura en una vèrtebra, que la va deixar sense opcions.